# Orthopha polypuncta
Orthopha polypuncta är en fjärilsart som beskrevs av Köhler 1952. Orthopha polypuncta ingår i släktet Orthopha och familjen nattflyn. Inga underarter finns listade i Catalogue of Life.